# أدب الإنترنت
أدب الإنترنت هو أعمال أدبية مكتوبة ومتوفرة بشكل أساسي أو حصري على الإنترنت. النوع الشائع من أدب الإنترنت عبارة عن روايات متسلسلة. يأتي المصطلح من قصص متسلسلة قديمة كانت تُنشر بانتظام في الصحف والمجلات.
على عكس معظم الكتب والروايات الحديثة، غالبًا لا تُنشَر تلك الأعمال على الإنترنت دفعة واحدة بل يتم إصدارها على فصول أو حلقات، على الرغم من أن المؤلفات المنشورة غير معروفة. يهيمن الشكل التسلسلي على الإنترنت في فئة أدب المعجبين، حيث تستغرق كتابة المسلسل برمجيات أقل تخصصًا وغالبًا ما تستغرق وقتًا أقل من الكتاب الإلكتروني.
يعود تاريخ أدب الإنترنت إلى الأيام الأولى لشبكة الإنترنت، بما في ذلك القصة الشهيرة للغاية The Spot (1995-1997)، وهي حكاية تُروى من خلال تدوين اليوميات الشخصية وتفاعل الجمهور معها.  أنشأَ موقع The Spot العديد من المواقع المماثلة، مثل: (Ferndale - East Village) على الرغم من أنها لم تنجح ولم تدم طويلاً. أيضا معظم هذه المشاريع لم تعد موجودة.
منذ عام 2008، انتشرت شعبية أدب الإنترنت. نتيجة لذلك، قرر المزيد من محبي هذا النوع من التدوين إنشاء أعمالهم الخاصة، وتعميم التجربة بشكل أكبر، مما أدى إلى تزايد عدد الأعمال الجادة. ما يميز شبكة الإنترنت أنها أتاحت فرصة تضمين أشياء غير ممكنة في الكتب العادية، مثل الخرائط القابلة للنقر وسير الشخصيات المنبثقة وفرز المشاركات حسب العلامة والرسوم التوضيحية والفيديو. وغالبًا ما تتوفر معلومات إضافية على موقع الويب الخاص بالمسلسل الروائي، وأحيانًا في شكل مواقع ويكي التي يساعد محبو العمل في الحفاظ عليها.
يتمتع أدب الإنترنت بشعبية كبيرة في الصين، حيث تجاوزت الإيرادت 2.5 مليار دولار أمريكي.

## طرق النشر
تُنتج بعض أعمال أدب الإنترنت على أنظمة إدارة المحتوى مثل دروبال أو ووردبريس أو جوملا، والتي تسمح بربط المدونات بالعديد من الوظائف الإضافية (مثل دمج خدمات الشبكات الاجتماعية مثل تويتر أو فيسبوك).
تعد Wattapad  إحدى المنصات الشائعة لأدب الإنترنت نظرًا لقاعدة المستخدمين الكبيرة والمجتمعات المتكاملة. تُنشر الأعمال مباشرةً، يحتوي Wattapad على مجتمعات لمناقشات القراء وتعليقاتهم.
من المميزات التي أتاحها الإنترنت أنه يمكن للمشتركين الحصول على تحديثات حول أحدث الفصول أو الحلقات عبر أداة آر إس إس، أو وسائط أخرى مثل البريد الإلكتروني.
شكل آخر قيد الاستخدام هو منتدى الإنترنت. خدمة منتدى المجانية مثل ProBoards أو Ezboard يمكن استخدامها لإنشاء إعلان عن العمل الروائي على شبكة الإنترنت، وقد تكون هذه خطوة جيدة على طريق الكسب والشهرة. يمكن أيضًا دمج المنتديات في الموقع الرئيسي للسلسلة لزيادة تفاعل مجتمع القراء.
يعد تويتر وفيسبوك وغيرهم من مواقع التواصل الاجتماعي أداة مفيدة وناجحة في الإعلان عن بعض تلك الأعمال ونشرها بين جمهور عريض والحصول على تفاعل كبير ومتابعة للحساب الشخصي للكاتب أو المؤلف، أو إنشاء صفحة خاصة بالأعمال الأدبية وربطها بالحساب الشخصي والحصول على دعم معنوي كبير وأحيانًا مادي.
أدب المدونات هو شكل آخر من أشكال الكتابة الأدبية يستخدم المدونات للوصول إلى القراء، على إنه يُعَدْ نشاط هامشي صغير في عالم التدوين، رغم ما أحرزه من بعض الاهتمام النقدي الأدبي، إلا أنه يظل منعزلاً. ويُقْدَمُ في العديد من الأشكال من يوميات أو قصص قصيرة أو رواية متسلسلة.

## الأعمال التجارية
تعتبر سلاسل أدب الإنترنت ذات تكلفة أرخص عند النشر من القصص المصورة، على الرغم من أن العائدات ليست أفضل بكثير، إن وجدت! فمعظم المؤلفين يدفعون التكاليف من نفقتهم الخاصة، على الرغم من حجم المساحة المنخفض بشكل ملحوظ للنص مقابل الصور والذي قد يساعد في تقليل النفقات، لكن لا تزال تكاليف الاستضافة والإعلان مصدر قلق كبير لمؤلفي مسلسلات أدب الإنترنت -غير المنظمة- مثل فناني القصص المصورة أو الرسوم الهزلية.
أدى ظهور منصات التدوين المجانية مثل ووردبريس المجاني و بلوغر إلى تحرير بعض الكتاب المتسلسلين من المخاوف المالية، بالإضافة إلى عدم الحاجة بالمعرفة التقنية الكبيرة حيث توفر هذه المنصات المجانية مرونة لا بأس بها، وقد لا تكون قابلة للتطوير مثل المنصات المدفوعة.
يستخدم العديد من الكتاب منصات أُنشِأت خصيصًا لاستضافة الروايات.
التبرعات هي طريقة شائعة للحصول على المال من أدب الإنترنت، وغالبًا ما تستخدم خدمات مثل باي بال، ولكن إحدى الوسائل الرئيسية لتحقيق الدخل من هذه السلاسل المنشورة هي الإعلان على المدونات، والتي يمكن أن تسمح للكُتَّاب باستضافة إعلانات أو شرائها على مواقع ومدونات أخرى. يمثل هذا تعويض للمؤلف عن جزء من التكاليف المرتبطة بإنشاء الروايات عبر الإنترنت. يكون هذا في بعض الأحيان كافي لتغطية التكاليف الأساسية للاستضافة، ويمكن لبعض المسلسلات الأكثر شهرة على الإنترنت أن تنجح بميزانيتها الكاملة المصنوعة من التبرعات أو الإيرادات من هذا النوع.
قام عدد قليل من مؤلفي أدب الإنترنت المتسلسلين بجمع أعمالهم وإصدارها في شكل كتاب لسهولة التداول والقراءة دون اتصال بالإنترنت. يعد النشر الذاتي أمرًا أساسيًا في هذا المجال، وغالبًا ما يتم استخدام خدمات مثل CafePress و Lulu.com لتوزيع وبيع هذه المختارات الأدبية. أتاح ظهور وانتشار الكتاب الإلكتروني للكُتَّاب أن يصبحوا غزيري الإنتاج من خلال «المجموعات المخصصة» التي تقدم خدمة تنزيل الكتب بتنسيقات مثل pdf و Smashwords و Mobipocket.

## أنواع

### رواية
رواية الإنترنت هي رواية منشورة على الإنترنت. توجد روايات متاحة بشكل مجاني للقراءة وآخرى مدفوعة؛ مقابل القراءة.

### سلسلة
تتم كتابة معظم روايات الإنترنت كمسلسلات، على حلقات. والروايات المسلسلة لها تاريخ طويل، يسبق الإنترنت بقرون.

### أدب المعجبين
روج أدب المعجبين  نشر الكتابات على الإنترنت ووضع المعايير لكثير من تفاعل المجتمع المحيط بأدب الإنترنت المسلسل. تم نشر العديد من أدب المعجبين في أعمال متعددة الأجزاء بطول ملحمي مما أعد جمهور القراءة على الإنترنت لسهولة استيعاب الأعمال الأصلية المتسلسلة. أيضًا، بدأ بعض مؤلفي أدب الإنترنت (والعديد من المؤلفين بشكل عام) بدايتهم في أدب المعجبين قبل الانطلاق في كتابة أعمال أصلية. في هذا النوع من الأدب وحسب ما يناسب المؤلف، هناك التزام أقل بإنهاء القصص أو مواصلتها.
تم إعداد العديد من أرشيفات أدب المعجبين (مثل أرشيف Fanfiction.net الشهير) لاستيعاب وتشجيع نشر الأعمال التسلسلية. لدى Fanfiction.net موقع شقيق ، Fiction Press، للأعمال الأصلية.
حاول مؤلفو الروايات التقليدية الورقية في بعض الأحيان منح القراء تجربة تفاعلية، بتضمين معلومات وروابط لمواقع على شبكة الإنترنت تخص شخصيات وأحداث الرواية. لكن هذا النهج لم يصبح مجديًا تمامًا حتى تطورت الوسائط الرقمية وظهر النص التشعبي. الروايات التقليدية خطية، أي تقرأ من صفحة إلى أخرى في خط مستقيم. أما الروايات التفاعلية تقدم للقراء تجربة فريدة لقراءة الخيال عن طريق اختيار صفحة أو شخصية أو اتجاه. باتباع عبارات الارتباط التشعبي داخل الرواية، يمكن للقراء إيجاد طرق جديدة لفهم الشخصيات.

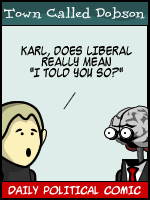
لوحة من 2004 webcomic Town تسمى Dobson.

### القصص المصورة
تعد القصص المصورة أو الرسوم الهزلية عبر الإنترنت رسومًا هزلية تُنشر على موقع ويب. بينما يتم نشر معظمها حصريًا على الإنترنت، يتم نشر بعضها أيضًا في المجلات والصحف أو في كثير من الأحيان في الكتب المنشورة ذاتيًا.
يمكن لأي شخص تقريبًا إنشاء قصص مصورة خاصه به ونشرها ذاتيًا. اعتبارًا من يناير 2007، استضافت أكبر أربع خدمات استضافة على الإنترنت أكثر من 18000 قصة مصورة،  بدءًا من القصص المصورة التقليدية إلى الروايات المصورة وتغطي العديد من الأنواع والموضوعات.